# Марк Аврелий Клеандър
Вижте пояснителната страница за други личности с името Клеандър.
Марк Аврелий Клеандър (на гръцки: Κλέανδρος; на латински: Marcus Aurelius Cleander; † 188/190) е римски политик и преториански префект, любимец на император Комод.
Той е фригиец, продаден през 180 г. в Рим като роб. Вероятно е освободен по времето на Марк Аврелий. Той играе важна роля при идването на власт на Комод и има титлата cubiculo et a pugione. Кленандър е съветник на императора. През 187 г. става третият преториански префект заедно с Луций Юлий Вехилий Юлиан и Регил.